# Tomasz Hoffmann
Tomasz Hoffmann (ur. 10 października 1973 w Poznaniu) – polski prawnik i politolog.
Profesor Pomorskiej Szkoły Wyższej w Starogardzie Gdańskim oraz Łużyckiej Szkoły Wyższej w Żarach. 
Absolwent Wydziału Prawa i Administracji Uniwersytetu Szczecińskiego oraz Wydziału Nauk Społecznych Uniwersytetu im Adama Mickiewicza w Poznaniu. Ukończył także Studia Podyplomowe z zakresu Zarządzania Projektem Europejskim, oraz Podatków i Skarbowości. Doktoryzował się na podstawie dysertacji Wykorzystanie Programów Pomocowych i Przedakcesyjnych Wspólnoty Europejskiej/Unii Europejskiej w Polsce w latach 1990-2001 ze szczególnym uwzględnieniem Wielkopolski. (wyd. Toruń 2006). Habilitował się w 2014 roku, na Uniwersytecie Wrocławskim na podstawie Jednotematycznego Cykl Publikacji pt. Europeizacja wybranych polityk publicznych Unii Europejskiej w Polsce. Był pracownikiem Wyższej Szkoły Biznesu w Pile, Wyższej Szkoły Gospodarki Krajowej w Kutnie, Politechniki Koszalińskiej, Uniwersytetu Łódzkiego oraz innych uczelni publicznych jak i niepublicznych. Naukowo zajmuje się prawem mediów, oraz prawem w logistyce. Pracował w administracji rządowej i samorządowej, korporacjach prawniczych. Obecnie pracownik ds Kontroli na Akademii Wychowania Fizycznego w Poznaniu.